# PuMa Conseil
Pour les articles homonymes, voir Puma (homonymie).
 (décembre 2015).
 (septembre 2024).
PuMa Conseil est un groupe de conseil en publicité et image de marque, intervenant principalement dans les domaines alimentaire, industriel, énergie, luxe, média, services.

## Activités
Le groupe rassemble depuis 2008 les sociétés Soprano (agence en publicité), et ID by OCA (agence de design et d’architecture commerciale). 
PuMa Conseil intervient sur trois types de missions :
- le conseil sur le positionnement des marques ou enseignes et sur leur stratégie de prise de parole ;
- le pilotage externalisé des actions de communication, en tant qu’intégrateur de compétences/métiers ;
- la mise en œuvre d’opérations ad hoc en réponse à des besoins de communication spécifiques.

## Reprise par Révolution 9
En 2015, la société est absorbée par le groupe Révolution 9 (R9), au sein de l'agence  de communication Yuma.